# Ponte Juscelino Kubitschek
A Ponte Juscelino Kubitschek, também conhecida como Ponte JK ou Terceira Ponte, está situada em Brasília, ligando o Lago Sul, Paranoá e São Sebastião à parte central de Brasília, através do Eixo Monumental, atravessando o Lago Paranoá.
Inaugurada em 15 de dezembro de 2002, a estrutura da ponte tem um comprimento de travessia total de 1,2 quilômetros, tendo largura de 24 metros com duas pistas, cada uma com três faixas de rolamento, duas passarelas nas laterais para uso de ciclistas e pedestres com 1,5 metros de largura e comprimento total dos vãos de 720 metros.

## História
Nome Original
O Governo do Distrito Federal e a TV Brasília fizeram em 1998 um concurso para que a população do DF desse o novo nome a ponte.
Foram várias sugestões, mas o nome escolhido e publicado no Diário Oficial foi "Ponte do Mosteiro" escolhido pelo comitê julgador e o governador Cristovão Buarque. Um dos ganhadores foi o guaraense Heverton Anunciação que recebeu o prêmio de R$ 2.000,00.
Entretanto, como quem prosseguiu a construção da ponte foi o próximo governador, Joaquim Roriz, sua equipe alterou o nome da ponte.
Projeto
Em 28 de outubro de 1991, Gilson Araújo apresenta o projeto de Lei Nº 187, que exigia do Governo do Distrito Federal a autorização para a construção de uma nova ponte sobre o Lago Paranoá.
Inicialmente orçada, em 1998, em 40 milhões de reais, estima-se que o custo total de construção foi de 160 milhões de reais. Sua beleza arquitetônica resultou num projeto estrutural de grande complexidade, mas apesar do custo adicional, o Governo do Distrito Federal considerou indispensável que a ponte estivesse ao nível da monumentalidade com que Brasília foi projetada.
O arquiteto Alexandre Chan é o autor do partido formal-estrutural, do projeto de arquitetura e de iluminação de realce da Ponte JK. A Ponte Juscelino Kubitschek foi oficialmente inaugurada em 15 de dezembro de 2002.

## A ponte

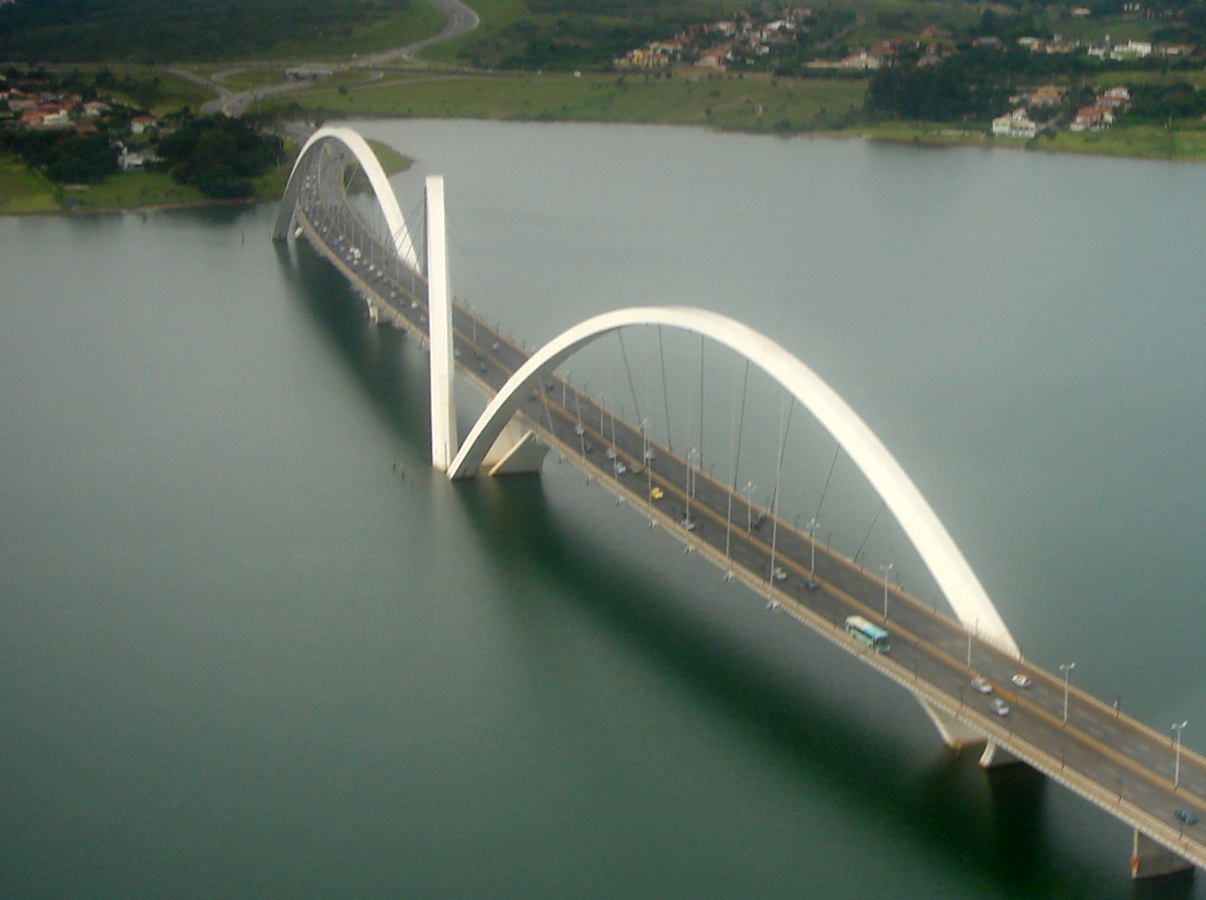
Fotografia aérea da ponte JK.

A estrutura da ponte tem quatro apoios com pilares submersos no Lago Paranoá. Os três vãos de 240 metros são sustentados por três arcos assimétricos e localizados em planos diferentes, com cabos tensionados de aço colocados em forma cruzada, o que geometricamente faz com que os cabos formem um plano parabólico. Com seus arcos assimétricos, a estrutura em três arcos, inspirados "pelo movimento de uma pedra quicando sobre o espelho d'água", é única no mundo, comparável em forma mas não em sistema estrutural, como a passarela do Aquário Público do Porto de Nagoya, Japão.
O projeto audacioso impressiona pela funcionalidade e pela arquitetura monumental que transformam o empreendimento em uma execução ímpar da engenharia brasileira. A forma estrutural adotada conta com três arcos que sustentam, por meio de estais de aço, três tabuleiros com vão de 240 metros cada um, sendo um desafio imposto pela arquitetura e vencido pela engenharia, responsável pela obra, Via Dragados, José Celso Gontijo.
A ponte JK se assenta em um ponto muito privilegiado do Lago Paranoá. Recursos de monitoramento eletrônico serão usados para avaliar a segurança da estrutura da ponte nos próximos dois anos, por meio de 51 sensores acoplados aos 48 cabos de sustentação e três no topo dos arcos da ponte.[carece de fontes?]

### Conquista da engenharia
O fato dos arcos de sustentação da Ponte JK se encaixarem diagonalmente nos pilares de sustentação produziu esforços tridimensionais na fundação, para isto a fundação teve que alcançar solo estável, o qual só foi encontrado em grande profundidade. As diferenças de propriedades nas várias camadas de solo que caracterizam a região de Brasília, forçou o aumento da fundação a fim de vencer a não-homogeneidade vertical e horizontal das camadas.

## Projeto

### Geologia

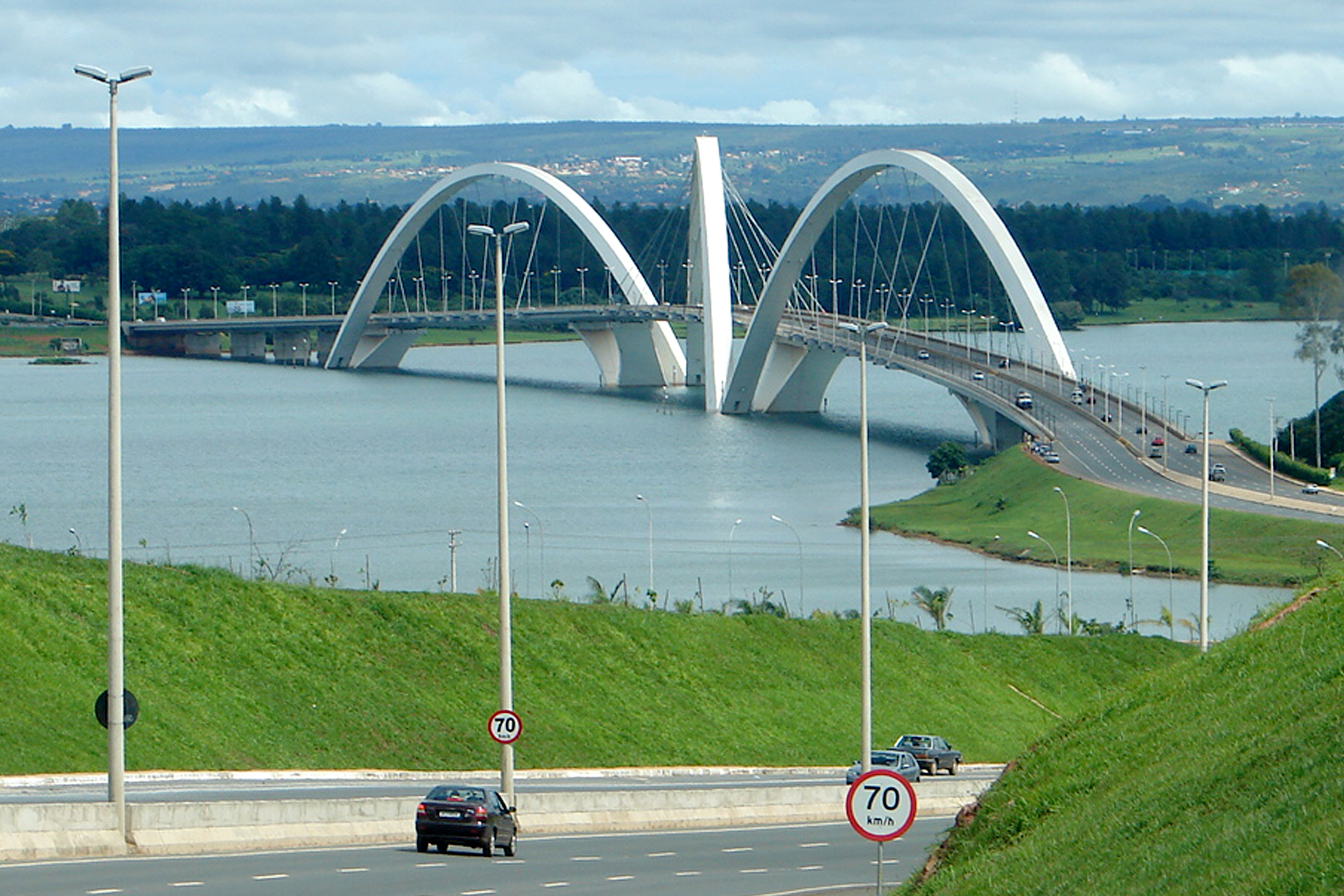
Proximidades da ponte

O perfil do leito do Lago Paranoá revelou um terreno com características bem diversas. A cada furo de sondagem realizado, apresentava resultados aleatórios e caóticos, o que determinou o estabelecimento de um critério especial de execução de sete furos de sondagem, para cada um dos blocos, com o intuito de localizar, sob a projeção do bloco, a disposição e composição das camadas e a sua geometria.
Constatou-se nos diversos estudos realizados que no leito do antigo Rio Gama, represado e dando origem ao Lago Paranoá, existia uma grande falha geológica, em cuja formação encontraram-se 11 tipos de materiais diferentes.

### Fundações dos acessos
As fundações dos acessos são constituídas por quatro tubulões a ar comprimido com 1,60 metros de diâmetro e base alargada para garantir a tensão no solo menor ou igual a 5 kgf/cm². Os blocos de fundação ficaram submersos numa profundidade de 80 cm, ficando os pilares nascendo abaixo do nível d’água.

### Fundações dos arcos
Adotou-se um conjunto de 30 tubulões verticais, com a camisa metálica de 1,90 metros de diâmetro, executado sob ar comprimido, com base alargada para o diâmetro de 4 metros após a penetração de 8 metros na camada de quartzito alterado/fraturado.
Os blocos de fundações medem 23 x 30 x 3,50 metros e foram feitos através de um caixão de concreto, executado fora d’água e na sua posterior submersão, até alcançar 80 cm abaixo da cota básica do lago.

### Fundações dos pilares principais

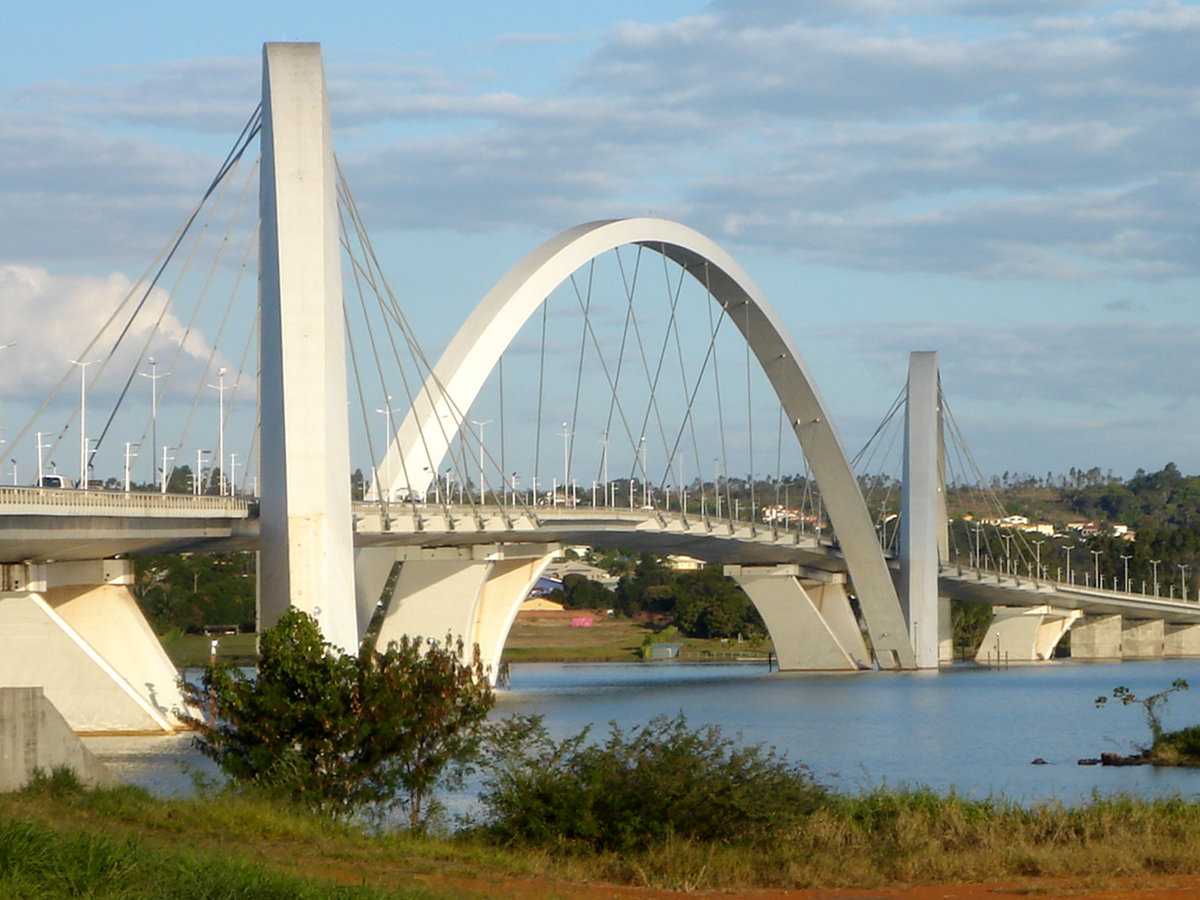

A fundação para os pilares P6 e P7 exigiu o projeto de um bloco de grandes dimensões, com comprimento de 37,90 metros, largura de 21,70 metros e altura de 4,60 metros, compreendendo um conjunto de 84 estacas, sendo 26 verticais e 58 inclinadas.
Para o Pilar P8 foi necessária a elaboração de um projeto para um bloco com largura de 21,90 metros, comprimento de 39,90 metros e altura de 4,60 metros, compreendendo um conjunto de 90 estacas, sendo 24 na vertical e 66 inclinadas compostas de tubos metálicos cravados e pinos de 1,0 metro de diâmetro escavados nas camadas de alteração da rocha.

### Pilares dos acessos
Os pilares dos acessos têm forma de losango oco, com 11,0 x 2,5 metros e paredes com 25 cm de espessura. O espaço vazio interno, também tem o mesmo formato e mede 7,0 x 2,0 metros. A parte maciça nas extremidades apóia as cargas dos tabuleiros.

### Pilares principais

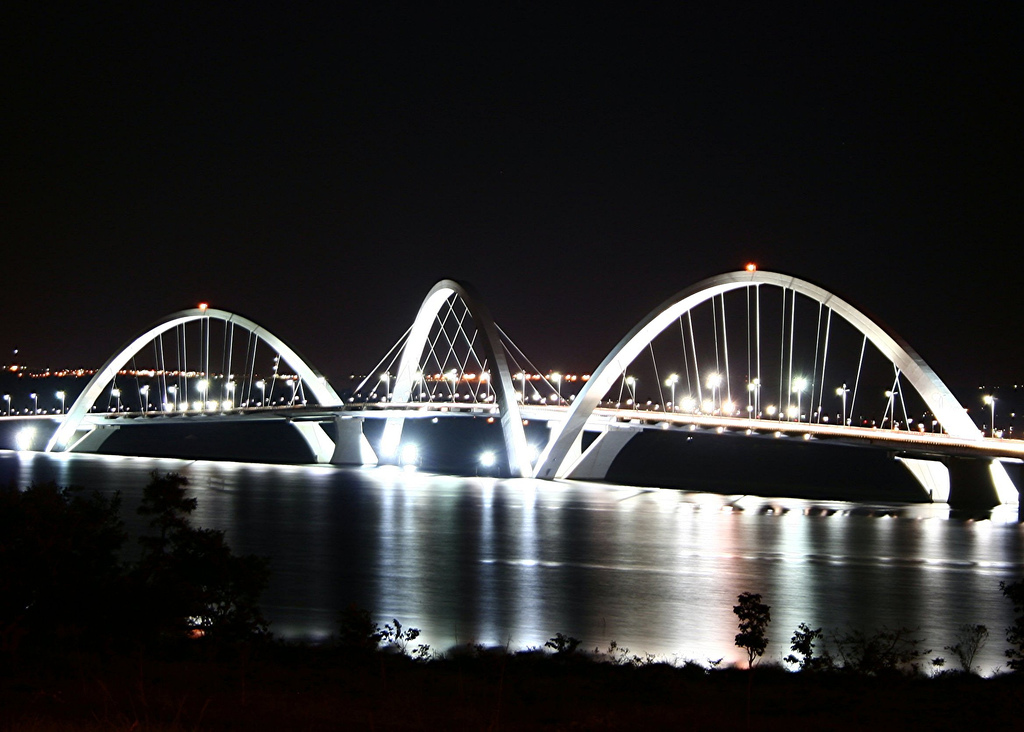
Visão noturna da ponte

No trecho dos arcos, os pilares do tabuleiro são inclinados longitudinalmente no mesmo ângulo que a nascença dos arcos, para ficarem paralelos e terem uma forma deslocada para fora do apoio do bloco, afastando-se do arco vizinho. Os pilares têm 13,20 metros na base e 2,0 metros de espessura.  Os pilares denominados P5A/5B, P6A/6B, P7A/7B e P8A/8B apoiam-se nos mesmos blocos de fundações dos arcos.

### Torres provisórias de apoio

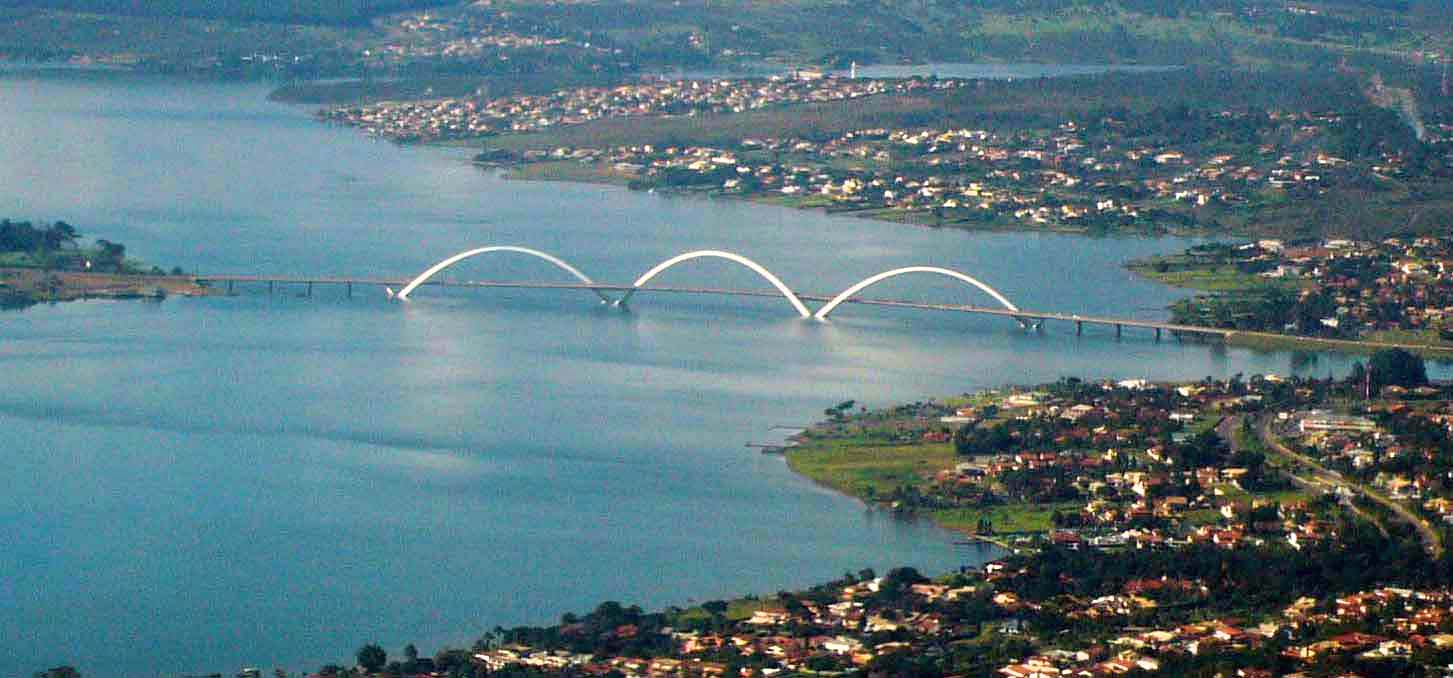
Fotografia aérea da Ponte.

Com o objetivo de suportar os esforços dos tabuleiros metálicos executados nas margens, durante o lançamento dos mesmos até os vãos a que se destinam, foram construídas torres de apoios provisórias, dividindo o vão de 240 metros em 4 vãos de 48 e 52 metros. Foram executadas 9 torres, sendo 3 para cada arco.
O método construtivo constituiu em cravar estacas metálicas tubulares com diâmetro de 1,20 metros, escavar os pinos, colocar a armação e concretar até o nível do solo deixando parte do fuste da estaca vazio, permitindo sua remoção após o uso.  As estacas foram coroadas com um bloco de concreto armado, no qual estão apoiadas e ancoradas as torres dos apoios provisórios.
As torres de apoios provisórios construídos em estruturas metálicas, em formato de prisma triangular, promovem o apoio para o tabuleiro metálico, durante a fase de lançamento dos tabuleiros metálicos dos arcos. As torres foram retiradas após a utilização.

### Tabuleiros dos vãos dos acessos

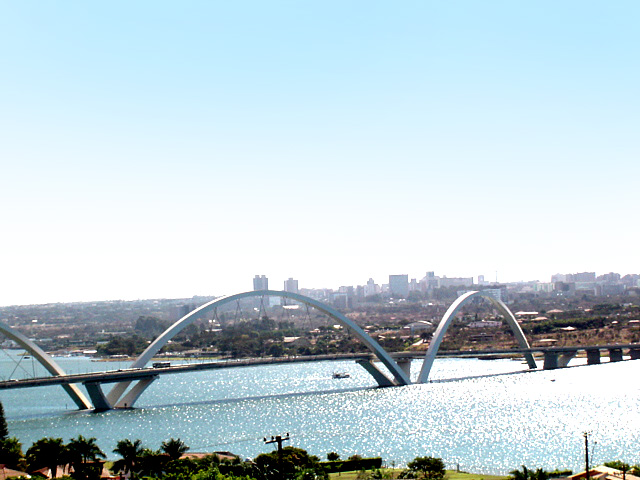
Visão da Ponte e do Lago Sul.

O tabuleiro dos dois trechos dos acessos tem extensão de 214,3 metros cada, com vãos centrais de 45 metros e dois vãos extremos com 38 e 41,3 metros. A estrutura metálica é solidarizada à laje em placas de concreto moldado formando uma estrutura mista com altura de 3,00 metros.
Dois canteiros, um no lado dos clubes e o outro no lado SHIS, dotados de pórticos com capacidade de 20 toneladas e vão de 27 metros, foram montados e utilizados no descarregamento das peças fabricadas em Ipatinga, pela USIMEC, bem como na montagem final dos tabuleiros que foram empurrados sucessivamente até os pilares definitivos através de apoios deslizantes com capacidade de 220 toneladas cada.

### Tabuleiros dos vãos centrais

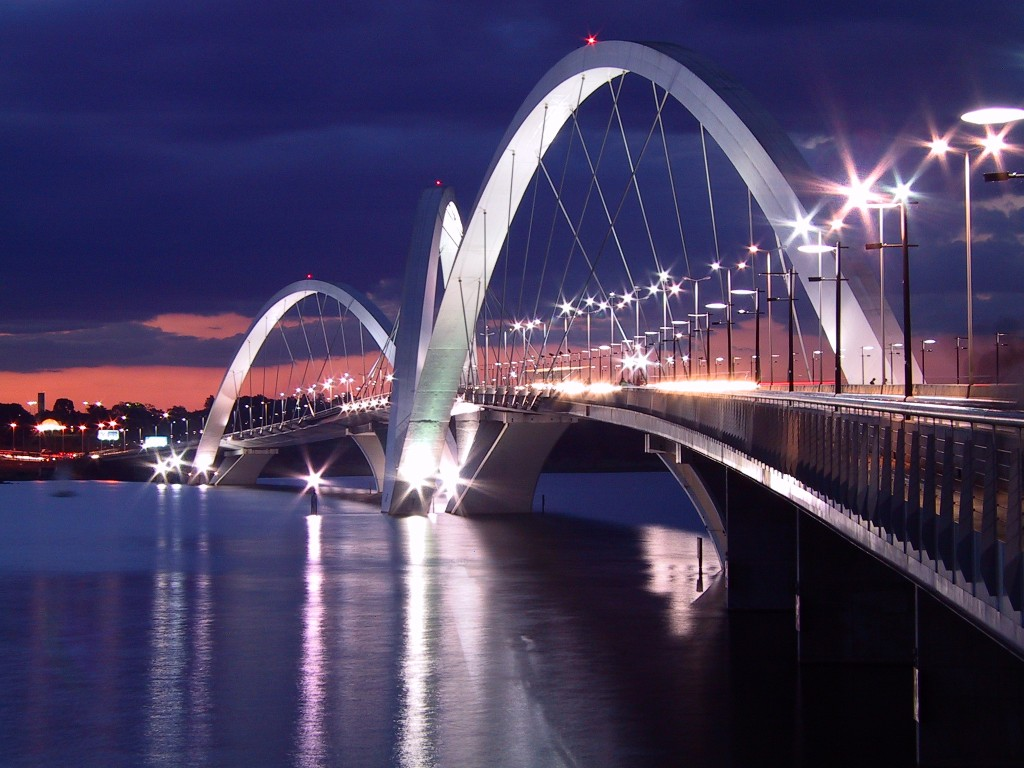
A ponte ao entardecer

A face superior estruturada em placa ortotrópica e a base da superfície de rolamento foram fabricadas com chapas de espessuras de 12,5 mm e 1,60 mm que, enrijecidas por nervuras longitudinais em “Y” espaçadas de 60 cm, estão apoiadas em diafragmas treliçados a cada 4,0 metros. Sobre estas chapas de aço foi aplicado um pavimento especial antiderrapante.
Para fixação dos estais no tabuleiro foram projetadas travessas metálicas internas com distância de 20,0 metros para cada ponto de fixação. Uma das extremidades do tabuleiro é fixada horizontalmente ao pilar que suportará, além dos esforços verticais, os esforços horizontais, transversais e longitudinais.
A outra extremidade é móvel e seu apoio suporta apenas as reações verticais e as horizontais transversais. Para viabilizar o sistema de montagem dos arcos metálicos, foi colocado sobre o tabuleiro a ser empurrado um guindaste com capacidade de 220 toneladas que foi utilizado para o içamento e montagem das estruturas auxiliares de sustentação dos arcos e dos próprios arcos metálicos.

### Arcos metálicos
Os três arcos que constituem a parte central da ponte tem vãos de 24 metros de largura, dimensionado em conformidade com o disposto nas normas para rodovias de primeira classe.  São os elementos principais da estrutura de suporte da ponte. As dimensões transversais dos arcos variam de 6,50 x 5,00 metros nas nascenças, a 5,00 x 3,00 metros no fecho central.

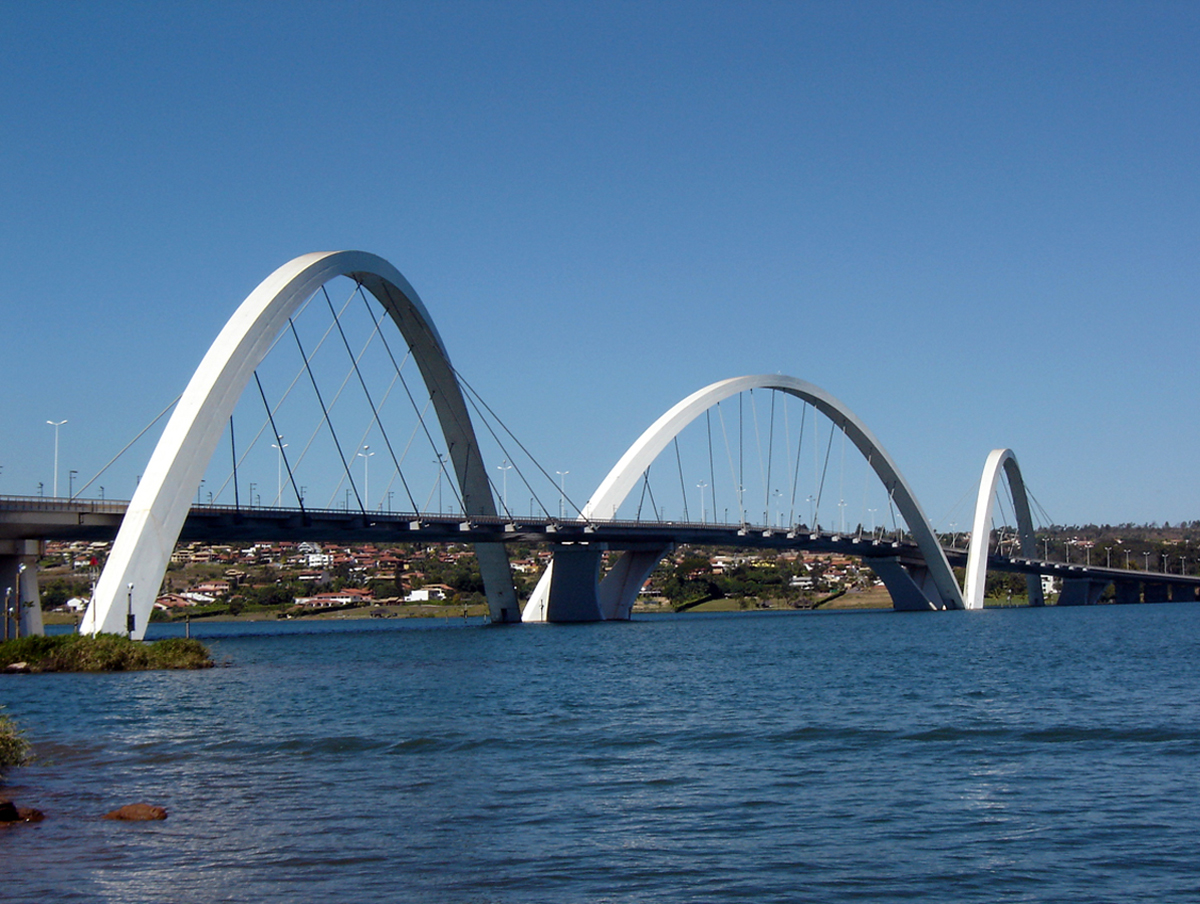
Os três arcos metálicos da Ponte JK

As nascenças dos arcos foram construídas em concreto até o nível do tabuleiro. Para ligação longitudinal dos esforços de tração entre o arco de concreto e o arco metálico foram utilizados 24 grupos de barras Dywidag ST85 – 105, com diâmetro de 32 mm, tensionadas a 10 toneladas cada uma, ancoradas no concreto e atracadas contra as chapas do flange do módulo metálico. O arco metálico é enrijecido transversalmente a cada 3,0 metros por diafragma em perfil “T” ligado às paredes internas dos módulos metálicos.
Todos os elementos metálicos foram fabricados e pré-montados em Ipatinga, Minas Gerais, também pela Usimec, transportados em carretas normais e extensivas até o local da obra.  Os três arcos foram compostos na obra por 69 módulos cada um, tendo sido novamente pré-montado e soldado no canteiro de obras em 4 partes ou 2 partes, limitando o peso da peça a ser içada em até 40 toneladas.
Utilizando dois pórticos elétricos com 20 toneladas de capacidade cada, as peças dos arcos foram levadas até flutuantes que as transportou até uma posição sob o tabuleiro, de onde foram içadas por guindastes com capacidades de 220 toneladas, patolados sobre o tabuleiro metálico.
Para a conformação dos arcos foram fabricadas e montadas estruturas metálicas auxiliares para sustentação de cada um deles durante a fase de montagem, pesando 1.300 toneladas para os três arcos. Foram utilizados cinco guindastes com capacidade de 220 toneladas e lança de 75 metros. No içamento das peças centrais dos arcos utilizou-se guindaste de 350 toneladas e 90 metros de lança.
A montagem dos arcos metálicos foi feita das extremidades para o centro, sendo que as três primeiras unidades de cada lado foram montadas completas e as demais em formato de “U” sendo montadas primeiro os conjuntos inferiores e depois os superiores.  O módulo central de fechamento do arco também foi montado em dois segmentos, com os devidos cuidados topográficos em função da temperatura, tendo sido sua solda de fechamento final, realizada no turno da noite com temperatura controlada.

### Estais

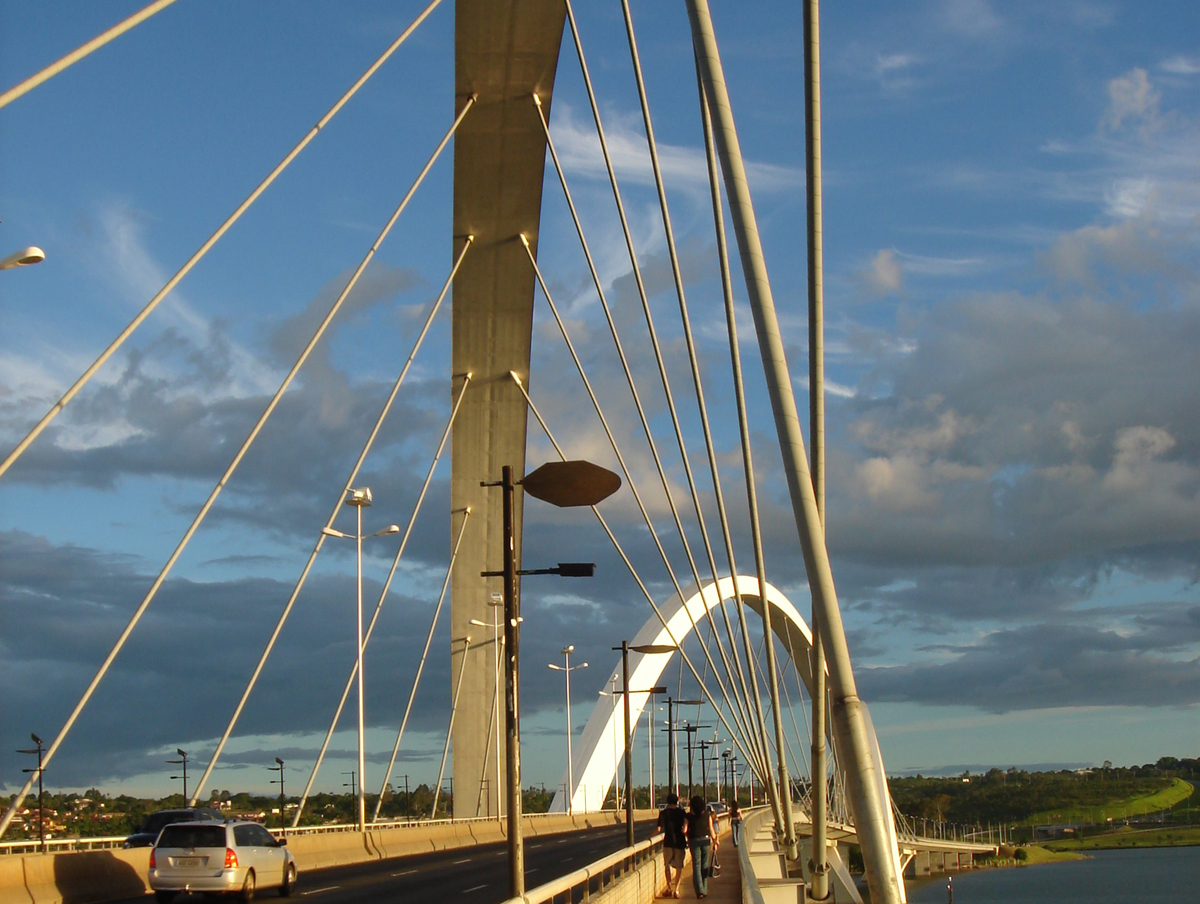
Estais da Ponte JK.

Os 16 estais de cada arco foram distribuídos em pares ao longo do tabuleiro com distâncias regulares de 20 metros, sendo oito estais de cada lado do tabuleiro, ligando a face interior dos arcos com as travessas de apoio que se projetam lateralmente dos tabuleiros. Os estais são compostos por cordoalhas de 15,7 mm de espessura, galvanizadas e protegidas por cera e bainha individual de Pead (polietileno de alta densidade).
Submetidos aos maiores esforços são compostos por 41 cordoalhas e os demais por apenas 31 cordoalhas, sendo a ancoragem inferior fixa, sem possibilidade de ajustagem, e a superior regulável, o que possibilita a correção de tensões/alongamentos. O sistema é submetido a constante monitoramento com sensores computadorizados fixados em cada estai.

### Iluminação da ponte
São três tipos de iluminação. Na pista colocaram-se 41 postes com luminárias de vapor de mercúrio e 400 watts.  Para manter a segurança de pedestre e ciclistas, 162 postes com lâmpadas de 150 watts foram colocados na ponte e para realçar os arcos há 164 refletores em 400, 1 500 e 150 watts.

## Repercussão
Inauguração

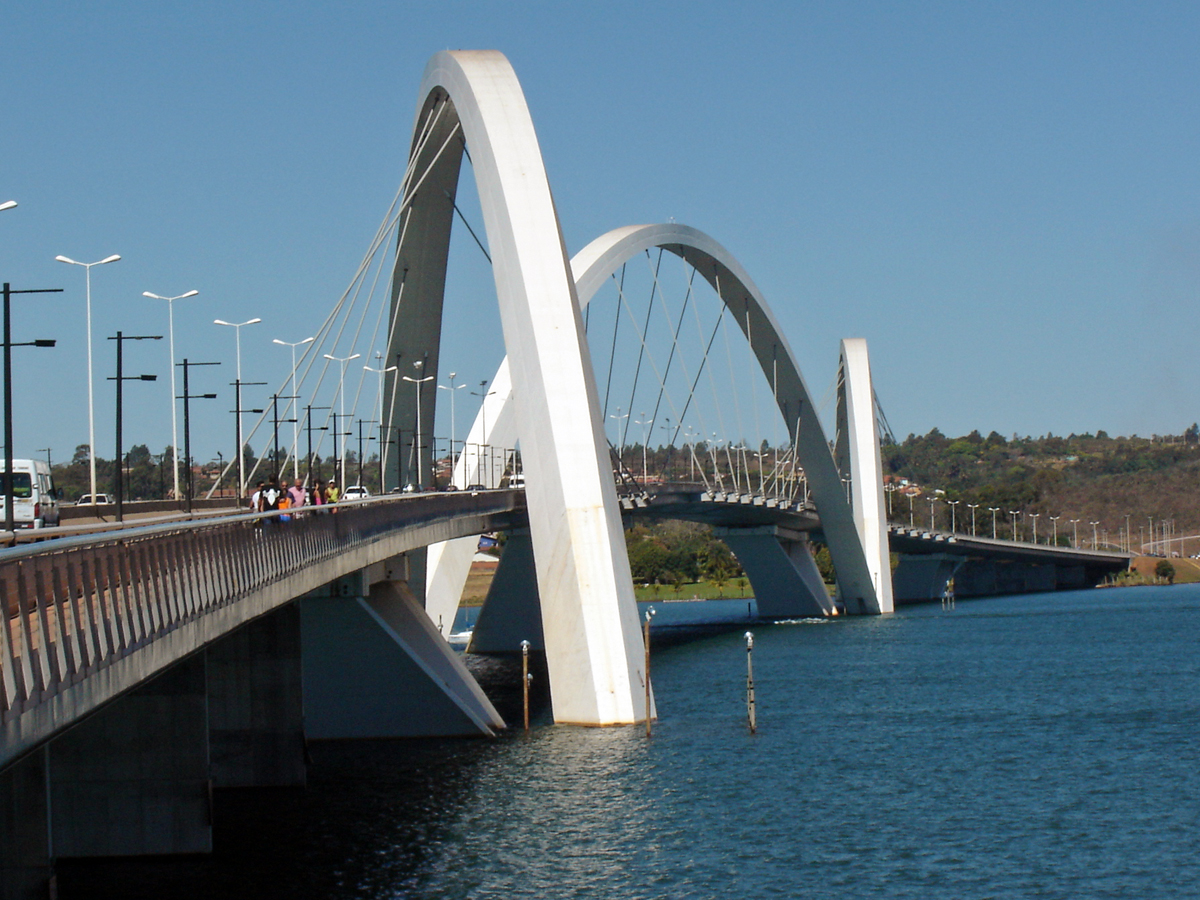
Visão da ponte à beira do lago Paranoá

Inaugurada em 15 de dezembro de 2002, a ponte rapidamente virou mais um ícone de Brasília estampado em cartão postal, especialmente à noite, quando sua teatralidade fica ainda mais em destaque. Devido a qualidades estéticas e harmonia ambiental da ponte JK, o arquiteto da obra, Alexandre Chan, recebeu em 2003 durante a International Bridge Conference a Medalha Gustav Lindenthal, outorgada pela Sociedade dos Engenheiros do Estado da Pensilvânia, Estados Unidos, pelas qualidades estéticas e harmonização ambiental. Por causa deste prêmio, a estrutura ficou localmente conhecida como a ponte mais bela do mundo. A ponte também foi a vencedora do Prêmio Abcem 2003 – Melhores Obras com Aço do Ano, na Categoria Pontes e Viadutos, outorgado pela Associação Brasileira da Construção Metálica.

### Críticas
Apesar de ser um projeto premiado internacionalmente, em particular como uma das primeiras pontes tensionadas e high-tech do Brasil, alguns críticos consideram que a sua imagem representa uma ruptura no padrão da paisagem modernista da cidade, destacando-se excessivamente na paisagem.

### Superfaturamento
Pouco após o início da construção, teve início denúncias de superfaturamento. Orçada inicialmente em 39 milhões de reais, durante o governo de Cristovam Buarque, a obra acabou custando 160 milhões de reais, na gestão de Joaquim Roriz, devido a inúmeras revisões e ampliações do projeto, dentre elas, o caríssimo modo de construção no qual a ponte foi erguida sobre pilares que depois foram demolidos para que pudesse ser sustentada apenas pelos arcos. Apenas 8 anos após a conclusão da obra, a ponte já apresentava problemas técnicos e falhas. Por esse motivo, o Ministério Público do Distrito Federal por meio das Promotorias de Justiça e Defesa do Patrimônio Público Social (Prodep) entrou com uma ação civil pública ao erário com objetivo de receber o ressarcimento de 210 milhões de reais contra os dirigentes da Novacap e empresas responsáveis pela elaboração do projeto e construção de ponte.

### Falhas no projeto
Segundo o Ministério Público do Distrito Federal, o projeto básico da ponte era "absolutamente deficiente". Elaborado pela empresa Projconsult, revelou-se tão absurdo e desprovido de técnica que, de forma como foi dimensionada, a ponte não alcançaria a outra margem do Lago Sul, sendo necessário aumentar seu comprimento em 144 metros ou aterrar a margem do Lago. Iniciada a construção da ponte, a elaboração do projeto executivo, baseado em novos levantamentos, realizado pela empresa Via/Usiminas, constatou a inviabilidade do projeto inicial, em vista do surgimento de fatos "imprevisíveis".  Dessa forma, uma série de aditivos foram necessários para finalizar o projeto o que acabou elevando seu custo para o montante final. Estima-se que foram usados mais de 15 milhões de reais para acabar a obra da ponte JK.